# Jaspis Kalahari
Jaspis Kalahari – regionalna i handlowa nazwa odmiany jaspisu, charakteryzująca się czerwono-żółto-pomarańczowo-brązową mozaiką barw. Wydobywany głównie z Transvaal w RPA.